# Kerkhof van Bavinkhove
Het Kerkhof van Bavinkhove is een gemeentelijke begraafplaats in de gemeente Bavinkhove in het Franse Noorderdepartement. Het kerkhof ligt rond de Sint-Omaarskerk in het dorpscentrum.

## Britse oorlogsgraven

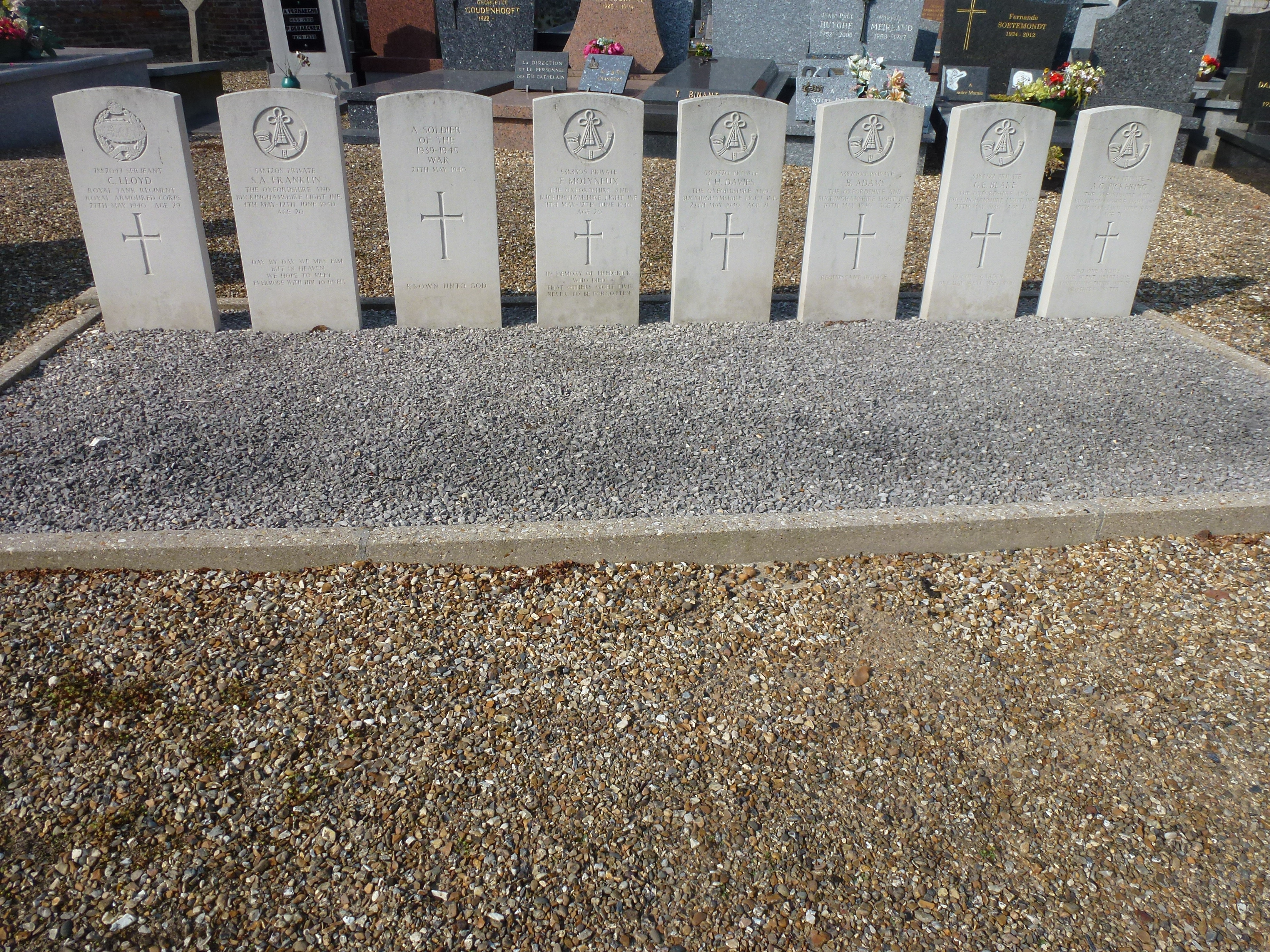
Grafstenen op het kerkhof van Bavinkhove

Op het kerkhof bevinden zich een aantal Britse oorlogsgraven van gesneuvelden uit de Tweede Wereldoorlog. Er liggen 8 graven, waarvan er 7 geïdentificeerd zijn. De graven worden onderhouden door de Commonwealth War Graves Commission. In de CWGC-registers is de begraafplaats opgenomen als Bavinchove Churchyard.